# Lega Pro Seconda Divisione
Lega Pro Seconda Divisione là giải bóng đá cao thứ tư ở Ý, thấp nhất với vị thế chuyên nghiệp. Thông thường, nó bao gồm 36 đội, nhưng trong mùa 2012011-12, 41 đội được chia về mặt địa lý thành hai bảng 20, 21. Bảng A bao gồm miền bắc và bắc miền trung nước Ý, bảng B miền nam miền trung và miền nam nước Ý.
Cho đến mùa giải 2007-08, giải đấu được gọi là Serie C2.
Trước mùa giải 1978-79 chỉ có ba giải bóng đá chuyên nghiệp ở Ý, thứ ba là Serie C. Năm 1978, người ta đã quyết định tách Serie C thành Serie C1 (giải đấu cao thứ ba) và Serie C2. Khi được thành lập vào năm 1978-79, Serie C2 bao gồm bốn bảng, tuy nhiên, con số đó đã giảm xuống còn ba kể từ đầu mùa 1991-2. Cải cách, đã được FIGC quyết định dẫn đến sự thống nhất với bộ phận đầu tiên bắt đầu từ 2014-2015 và với sự tái sinh sau đó của giải vô địch hạng ba được tổ chức bởi giải đấu chuyên nghiệp với 60 đội được chia thành ba bảng 20 đội trong Lega Pro.
Trong mùa giải thông thường, các đội chỉ thi đấu với các đội khác trong bảng của họ. Mỗi đối thủ gặp nhau hai lần, một lần ở nhà và một lần trên sân khách, trong tổng số 34 trận đấu. Các trận đã được lên lịch sao cho trong 17 trận đầu tiên, mọi đối thủ đều được gặp một lần. Trong 17 trận đấu cuối, các đối thủ tương tự đã được chơi theo cùng một thứ tự với sự khác biệt duy nhất là địa điểm thay đổi.